# مارتن جاكسون
مارتن جاكسون (بالإنجليزية: Martin Jackson)‏ هو طبال بريطاني، ولد في 30 أغسطس 1955.

## وصلات خارجية
- مارتن جاكسون على موقع ميوزك برينز (الإنجليزية)
- مارتن جاكسون على موقع ديسكوغز (الإنجليزية)